# Yellow Submarine
 For alternative betydninger, se Yellow Submarine (flertydig). (Se også artikler, som begynder med Yellow Submarine)
Yellow Submarine er The Beatles' 11. album, der udkom 13. januar 1969. Albummet blev udsendt som et soundtrack til filmen af samme navn, der havde haft premiere syv måneder tidligere. Albummet indeholdt blot fire nyskrevne Beatles-numre samt to numre, der tidligere var udgivet. Hele side to af den oprindelige LP indeholdt symfonisk orkestermusik skrevet til filmen af producer George Martin uden medvirken af Beatles-musikerne.
I 1999 blev der udsendt et album med titlen Yellow Submarine Songtrack, der indeholder femten sange, alle skrevet og indspillet af The Beatles, herunder alle sangene fra side et på det oprindelige Yellow Submarine-album.

## Numre

### Side 1
1. "Yellow Submarine", 2.39 min.
2. "Only a Northern Song", 3.27 min.
3. "All Together Now", 2.10 min.
4. "Hey Bulldog", 3.14 min.
5. "It´s All Too Much", 6.28 min.
6. "All You Need Is Love", 3.47 min.

### Side 2
1. "Pepperland", 2.24 min.
2. "Sea of Time", 3.00 min.
3. "Sea of Holes", 2.21 min.
4. "Sea of Monsters", 3.40 min.
5. "March of the Meanies", 2.22 min.
6. "Pepperland Laid Waste", 2.15 min.
7. "Yellow Submarine in Pepperland", 2.11 min.

## Historien bag numrene
Af de fire nye sange på albummet var blot to af dem skrevet til filmen, nemlig "All Together Now" og "Hey Bulldog", begge skrevet af Lennon og McCartney. De to andre sange af dette par var titelmelodien, der oprindeligt var udgivet på Revolver, samt "All You Need Is Love", der var udsendt to år tidligere som single. De to resterende nye numre var begge skrevet af George Harrison, og "Only a Northern Song" var indspillet på tiden for Sgt. Pepper's Lonely Hearts Club Band, men var blevet sorteret fra til sidst, mens "It's All Too Much" var indspillet kort efter uden at være tiltænkt et specielt album.
Alle numrene på side to er skrevet af George Martin, bortset fra "Yellow Submarine in Pepperland", der er skrevet af Lennon og McCartney.